# Óscar Vera
Óscar Salvador Vera Anguiano (ur. 10 marca 1986 w Leónie) – meksykański piłkarz występujący na pozycji lewego obrońcy, obecnie zawodnik Veracruz.

## Kariera klubowa
Vera jest wychowankiem akademii juniorskiej zespołu Club Atlas z siedzibą w Guadalajarze. Jeszcze zanim został włączony do pierwszej drużyny, został wypożyczony do drugoligowej ekipy Alacranes de Durango, gdzie spędził dwa i pół roku, jednak bez większych sukcesów i głównie jako rezerwowy. Po powrocie do Atlasu, za kadencji tymczasowego szkoleniowca Jorge Castañedy zadebiutował w meksykańskiej Primera División, 22 września 2007 w przegranym 0:1 spotkaniu z Jaguares. W 2008 roku zajął z Atlasem drugie miejsce w rozgrywkach kwalifikacyjnych do Copa Libertadores – InterLidze, lecz przez cały dwuletni pobyt w klubie pełnił wyłącznie rolę głębokiego rezerwowego, występując na pozycji napastnika (dopiero w późniejszym czasie został przesunięty do linii pomocy, a następnie obrony). W styczniu 2010 udał się na wypożyczenie do drugoligowego Cruz Azul Hidalgo, gdzie spędził sześć miesięcy, jednak nie wystąpił w żadnym meczu ligowym.
Latem 2010 Vera, również na zasadzie wypożyczenia, zasilił drugoligowy Universidad de Guadalajara, w którego barwach grał przez kolejny rok, notując regularne występy. Bezpośrednio po tym powrócił do najwyższej klasy rozgrywkowej, podpisując umowę z ekipą Atlante FC z miasta Cancún – tam spędził dwa lata, przeplatając okresy gry w podstawowym składzie miesiącami w roli rezerwowego, a w wiosennym sezonie Clausura 2013 dotarł do finału krajowego pucharu – Copa MX. Zaraz po tym sukcesie odszedł jednak z zespołu, a w styczniu 2014, po pół roku bezrobocia, powrócił do drugoligowego Universidadu de Guadalajara. Na koniec rozgrywek 2013/2014 awansował z nim do pierwszej ligi, gdzie spędził w barwach Universidadu jeszcze pół roku jako podstawowy pomocnik. Jego udane występy zaowocowały przenosinami do klubu Tiburones Rojos de Veracruz, z którym w sezonie Clausura 2016 w roli rezerwowego zdobył puchar Meksyku.
| Sezon     | Klub                        | Kraj   | Rozgrywki  | Mecze | Bramki |
| --------- | --------------------------- | ------ | ---------- | ----- | ------ |
| 2004/2005 | Alacranes de Durango        | Meksyk | Ascenso MX | 7     | 1      |
| 2005/2006 | Alacranes de Durango        | Meksyk | Ascenso MX | 1     | 0      |
| 2006/2007 | Alacranes de Durango        | Meksyk | Ascenso MX | 12    | 1      |
| 2007/2008 | Club Atlas                  | Meksyk | Liga MX    | 10    | 0      |
| 2008/2009 | Club Atlas                  | Meksyk | Liga MX    | 7     | 0      |
| 2009/2010 | Cruz Azul Hidalgo           | Meksyk | Ascenso MX | 0     | 0      |
| 2010/2011 | Universidad de Guadalajara  | Meksyk | Ascenso MX | 21    | 0      |
| 2011/2012 | Atlante FC                  | Meksyk | Liga MX    | 16    | 0      |
| 2012/2013 | Atlante FC                  | Meksyk | Liga MX    | 17    | 0      |
| 2013/2014 | Universidad de Guadalajara  | Meksyk | Ascenso MX | 7     | 1      |
| 2014/2015 | Universidad de Guadalajara  | Meksyk | Liga MX    | 16    | 0      |
| 2014/2015 | Tiburones Rojos de Veracruz | Meksyk | Liga MX    | 9     | 0      |
| 2015/2016 | Tiburones Rojos de Veracruz | Meksyk | Liga MX    |       |        |